# Jenna Fischer
Regina Marie Fischer (Fort Wayne, Indiana, 7 de marzo de 1974), conocida como Jenna Fischer, es una actriz estadounidense. Es conocida por interpretar a Pam Beesly en la versión estadounidense de la comedia de situación The Office. También se desempeñó como productora del programa en la temporada final.
También ha actuado en películas como Blades of Glory (2007), Walk Hard: The Dewey Cox Story (2007), The Promotion (2008), Hall Pass (2011) y The Giant Mechanical Man (2012), una película dirigida por su actual esposo, Lee Kirk.
En noviembre de 2017 publicó su primer libro, The Actor's Life: A Survival Guide, el cual contó con una introducción escrita por Steve Carell.

## Biografía y carrera

### Primeros años
Regina Marie Fischer nació en Fort Wayne (Indiana), hija de Anne y Jim Fischer, y creció en San Luis (Misuri). Acudió a la Escuela Primaria de Pierremont, y después estudió en el Instituto Nerinx Hall, en la periferia de Webster Groves, Misuri. Más tarde estudió Artes Teatrales en la Universidad Truman State.

### Inicios actorales
El trabajo de Fischer en televisión antes de actuar en The Office incluye papeles menores en Six Feet Under, That '70s Show, Cold Case, Miss Match, Strong Medicine, Undeclared, What I Like About You, Off Centre y Spin City.
Sus roles en películas incluyen Employee of the Month, Slither, Lucky 13, The Specials, The Brothers Solomon, Blades of Glory, Walk Hard: The Dewey Cox Story y The Promotion.
En una entrevista con MySpace, Fischer comentó su deseo de centrarse en papeles cómicos:
- "No estoy segura de querer hacer drama de plano. Me gusta descubrir la comedia en la gente y situaciones y personajes. Pero estoy interesada en hacer algo más de peso. He estado haciendo un montón de comedia liviana. Quiero decir, hay tantos tipos de comedia. Una vez que termine de explorar todo eso, tal vez me pase al drama."[5]

### LolliLove
Fischer escribió, dirigió y protagonizó el falso documental LolliLove, coprotagonizado por su exmarido James Gunn, Linda Cardellini, Judy Greer, Lloyd Kaufman y Jason Segel. Por su papel en la película, Fischer fue galardonada con un Screen Actors Guild al Actor Emergente. Su experiencia en la película de bajo presupuesto (el rodaje costó US$1500, en mayor parte por el catering) desanimó cualquier futura aspiración en la dirección, como contó a una revista de arte y entretenimiento de San Luis:
- "Dirigir fue agotador y escribir fue doloroso. Fue muy difícil dirigir y protagonizar una película. También teníamos un equipo muy pequeño así que hice un montón de cosas que normalmente un director no tiene que hacer, como hacer la utilería y servir el almuerzo. Estaba simultáneamente metiéndome en el personaje, repasando mis líneas, decorando para la siguiente toma, entrenando a un actor y creando ideas con mi directora de fotografía. Soy buena en multiprocesamiento, pero eso era demasiado para mí. No pude disfrutar ninguna parte de la forma que me hubiera gustado. Creo que me quedo con la actuación."

### The Office
En 2005, después de una serie de, en su mayoría, audiciones improvisadas similares a su experiencia en Lollilove, Fischer obtuvo el papel de Pam Beesly en el éxito de la NBC, The Office, basado en la serie original de la BBC. Antes de su audición inicial, la directora de casting Allison Jones le advirtió a Fischer, "Atrévete a aburrirme." Fischer se pasó varios años trabajando como recepcionista y auxiliar administrativa en oficinas de Los Ángeles, al igual que su personaje, mientras luchaba por alcanzar el éxito, y por lo tanto sentía que estaba bien adaptada al rol. "Estoy muy unida a la experiencia de Pam", le dijo a NPR en 2009. "Me encanta tanto interpretar a este personaje, demasiado." Recibió una nominación al premio Emmy en 2007.
Poco después del estreno de The Office, Fischer se refirió al éxito de la serie, en abril de 2005 en una entrevista con The Index, el periódico estudiantil de su universidad, Truman State University:
"La verdad sería genial interpretar a Pam por un largo, largo tiempo... No tengo grandes aspiraciones de ser una estrella de cine. Me encantaría estar en una serie exitosa de larga duración. Terminas por jugar un papel determinante."

### Otros trabajos
Fischer apareció en el programa Celebrity Poker Showdown del canal estadounidense Bravo en 2006, participando en el Octavo Torneo de la serie, rodado en Nueva Orleans, Luisiana, y jugando por el Socorro al Tsunami de las Caridades Católicas.

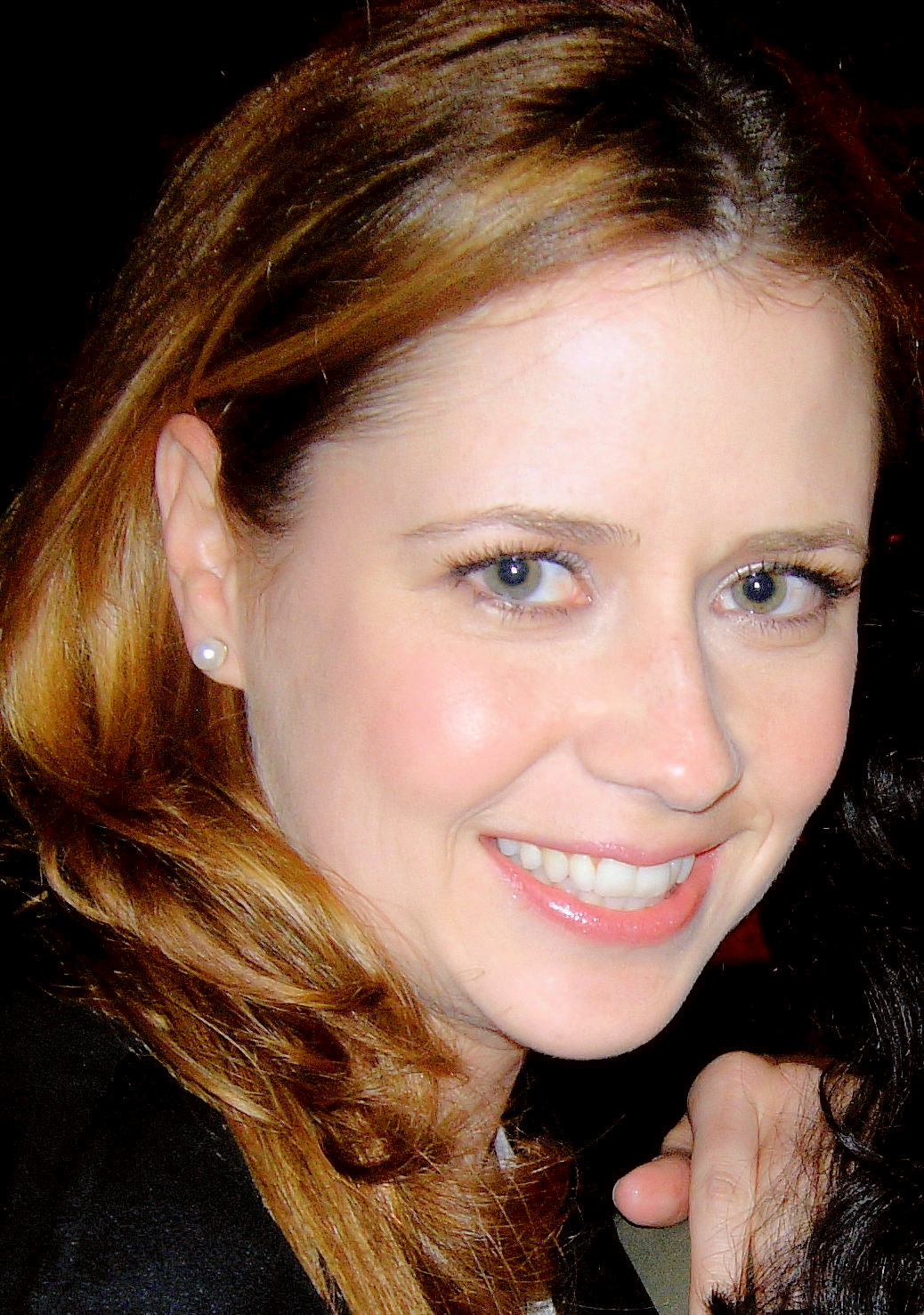
Fotografiada en 2008.

En 2007, Fischer protagonizó el video musical para el sencillo de Willie Wisely "Through Any Window". La oportunidad surgió porque ella conocía a Wisley del trabajo que él había hecho en la banda sonora de LolliLove y Tromeo y Julieta, película de su marido. En diciembre del mismo año, durante la Huelga de guionistas en Hollywood de 2007-2008, Fischer se presentó en el Sacred Fools Theatre en el episodio 25 de Darque Magick, una obra en serie escrita y dirigida por Jenelle Riley.
En julio de 2009, Fischer jugó en el jardín izquierdo para el equipo de la Liga Nacional (béisbol) en el Juego de Softbol de Celebridades y Leyendas como parte del Juego de Estrellas de las Grandes Ligas de Béisbol, que se celebró en San Luis, Misuri, donde ella creció. En marzo de 2010, regresó a la zona para copresidir una subasta anual del Nerinx Hall High School, su universidad. En el evento, se subastó una visita al set de The Office y múltiples accesorios autografiados de la serie.
Fischer fue nombrada portavoz oficial de Proactiv Skincare Solutions en 2009, y fue anunciada como la voz detrás de la página web Grilled Cheese Academy, marca registrada de la Wisconsin Milk Marketing Board, en 2010.
Fischer fue nombrada como productora de mediados de agosto hasta octubre de 2010 de la obra aclamada por la crítica Sad Happy Sucker, escrita por su marido Lee Kirk y dirigida su amigo Sean Gunn. La obra se presentó previamente como un taller de teatro en febrero y marzo de 2007.

## Vida personal
El 7 de octubre de 2000, se casó con el director de cine James Gunn, hermano de un viejo amigo de Fischer, Sean Gunn. El 5 de septiembre de 2007, Fischer y Gunn anunciaron su separación tras casi 7 años de matrimonio. En una entrevista radiofónica mientras hacía prensa para The Promotion, ella dijo que su divorcio había concluido.
En mayo de 2007, mientras acudía a la presentación de la programación de NBC por su papel en la serie The Office, Fischer se cayó por un tramo de escaleras en un bar de Manhattan y se fracturó la espalda. Se curó a tiempo para ir a Nueva York y grabar la cuarta temporada.
Con su marido Lee Kirk, fue madre de Weston Lee Kirk el 24 de septiembre de 2011 y de Harper Marie Kirk en 2014.
En octubre de 2024 anunció que fue diagnosticada con cáncer de mama.

## Filmografía

### Cine
| Año  | Título                                        | Papel                | Notas                   |
| ---- | --------------------------------------------- | -------------------- | ----------------------- |
| 1998 | Channel 493                                   | Rane                 |                         |
| 1998 | Born Champion                                 | Wendy Miller         |                         |
| 2002 | Les superficiales                             | Itchy French Girl    | Cortometraje            |
| 2003 | Doggie Tails, Vol. 1: Lucky's First Sleepover | Kelsey               | Voz                     |
| 2003 | Melvin Goes to Dinner                         | Anfitriona           |                         |
| 2004 | Employee of the Month                         | Whisper              |                         |
| 2004 | The Women                                     | Leslie               | Cortometraje            |
| 2004 | LolliLove                                     | Jenna Gunn           | Directora y coguionista |
| 2005 | Virgen a los 40                               | Mujer #1             |                         |
| 2006 | Criaturas rastreras                           | Shelby               |                         |
| 2007 | Blades of Glory                               | Katie Van Waldenberg |                         |
| 2007 | The Brothers Solomon                          | Michelle             |                         |
| 2007 | Walk Hard: The Dewey Cox Story                | Darlene Madison      |                         |
| 2008 | The Promotion                                 | Jen Stauber          |                         |
| 2009 | Solitary Man                                  | Susan Porter         |                         |
| 2010 | A Little Help                                 | Laura Pehlke         |                         |
| 2011 | Pase libre                                    | Maggie Mills         |                         |
| 2012 | The Giant Mechanical Man                      | Janice               |                         |
| 2013 | Are You Here                                  | Alli                 |                         |
| 2014 | Kiss me                                       | Vera                 |                         |
| 2017 | Brad's Status                                 | Melanie Sloan        |                         |
| 2018 | 15:17 Tren a París                            | Heidi Skarlatos      |                         |
| 2023 | Mean Girls                                    | Sra. Heron           |                         |

### Televisión
| Año         | Título                      | Papel                                  |
| ----------- | --------------------------- | -------------------------------------- |
| 2017        | The Guest Book              |                                        |
| 2017        | Splitting Up Together       | Lena                                   |
| 2016        | Drunk History               | Katharine Wriht                        |
| 2016        | The Grinder                 | Kelly                                  |
| 2016        | The Mysteries of Laura      | Jennifer Lambert                       |
| 2015        | You, me and the apocalipse  | Rhonda                                 |
| 2015        | Newsreaders                 | Kelly Spears                           |
| 2014        | Ten X Ten                   | Mujer de los años 40                   |
| 2012        | Dan Vs.                     | Instructora de control de la ira (voz) |
| 2005 - 2013 | The Office                  | Pam Beesley                            |
| 2005        | Six Feet Under              | Sharon Kinney                          |
| 2005        | That '70s Show              | Stacy Wanamaker                        |
| 2004        | Cold Case                   | Dottie 1943                            |
| 2003        | Miss Match                  | Connie                                 |
| 2003        | Strong Medicine             | Camille Freemont                       |
| 2003        | Rubbing Charlie (Telefilme) |                                        |
| 2002        | What I Like About You       | Kim                                    |
| 2002        | Off Centre                  | Melanie                                |
| 2001        | Undeclared                  | Betty                                  |
| 2001        | Spin City                   | Camarera                               |